# Dhanakuta
Dhanakuta o Dhankuta, (nepalese: धनकुटा) è una città e municipalità del Nepal, capoluogo della Regione Orientale e del distretto di Dhankuta.
La città si trova a 1.109 m di altitudine sull'autostrada H8 detta Koshi Rajmarg che collega Bhojpur a nord con il confine indiano a Biratnagar. A circa 50 km a sud si trova la città di Dharan importante centro di attrazione turistica.
Dhankuta è un importante centro commerciale della regione orientale, che funge da punto di raccolta per i villaggi rurali che la circondano. Vi si svolge un pittoresco mercato settimanale. Dalla città sono facilmente raggiungibili una serie di punti panoramici da cui si possono ammirare le montagne Himalayane ed in particolare il Kanchenjunga e il Makalu.